# Ivan Martić
Ivan Martić (* 2. Oktober 1990 in Uzwil) ist ein ehemaliger schweizerisch-kroatischer Fussballspieler.

## Karriere
Ivan Martić begann seine Karriere beim FC Uzwil, bevor er diverse Nachwuchsstufen beim FC St. Gallen durchlief. Am 20. März 2008 (18. Spieltag) debütierte er beim 1:2 gegen den FC Tuggen für die zweite Mannschaft in der 1. Liga, der vierthöchsten Schweizer Spielklasse, als er in der Startelf stand. Bis Saisonende kam er zu acht Einsätzen für die Reserve des FCSG. In der folgenden Saison 2008/09 spielte er 25-mal für die zweite Mannschaft, wobei er zwei Tore erzielte. Zudem gab er am 25. Mai 2009 sein Debüt für die erste Mannschaft in der Challenge League, der zweithöchsten Schweizer Liga, als er nach dem bereits erreichten Aufstieg in die Super League in der 73. Spielminute für Pa Modou Jagne in die Partie kam. Dies blieb sein einziger Profieinsatz in dieser Spielzeit. Am 12. Juli 2009 (1. Spieltag) gab er beim 2:0 gegen den FC Basel sein Debüt in der höchsten Schweizer Spielklasse, als er in der 78. Minute für Kristian Nushi eingewechselt wurde. Nach neun Spielen für die Reserve (zwei Tore) wechselte er zur zweiten Saisonhälfte 2009/10 auf Leihbasis zum FC Schaffhausen in die Challenge League. Bis zum Saisonende absolvierte er 15 Zweitligapartien für Schaffhausen, in denen er drei Tore schoss; nach der Rückkehr nach St. Gallen kam er zu einem weiteren Spiel für die zweite Mannschaft.
2010/11 wurde er auch in der Super League vermehrt eingesetzt. Im Gegensatz zu den letzten Jahren, als er vor allem im rechten Mittelfeld spielte, agierte Martić nun vorwiegend als rechter Aussenverteidiger. Bis Saisonende spielte er zwölfmal in der höchsten Schweizer Liga, dreimal im Schweizer Cup, in dem man im Achtelfinal gegen den Ligakonkurrenten FC Thun ausschied, und zehnmal für die zweite Mannschaft in der vierten Liga (zwei Tore). Die erste Mannschaft stieg am Saisonende als Letzter wieder in die Challenge League ab. Nach dem Abstieg wurde er 2011/12 in das feste Kader der Profimannschaft befördert und absolvierte 22 Zweitligapartien sowie vier Spiele im Schweizer Cup, in dem man im Viertelfinal gegen den Ligagegner FC Winterthur verlor. Zu Saisonende stieg das Team direkt wieder in die Super League auf. 2012/13 kam er nach einer längeren Verletzungspause, die unter anderem eine Operation am Sprunggelenk nach sich zog, und sechs Spielen für die zweite Mannschaft (zwei Tore) in der neu eingeführten Promotion League zu 15 Super-League-Partien; im ersten Profispiel nach seiner Verletzung schoss er gegen den FC Luzern sein erstes Tor für die erste Auswahl des FCSG. Im Schweizer Cup scheiterte St. Gallen im Achtelfinal am Zweitligisten FC Aarau. In der Liga beendete die Mannschaft die Spielzeit auf dem dritten Platz, der zur Qualifikation zur UEFA Europa League berechtigte. In den am Anfang der nächsten Saison 2013/14 stattfindenden Partien gewann man gegen den russischen Hauptstadtklub Spartak Moskau nach Hin- und Rückspiel mit insgesamt 5:3 und qualifizierte sich somit für die Endrunde des Wettbewerbs. In der Gruppe A wurde St. Gallen schlussendlich mit sechs Punkten Letzter. In der parallel stattfindenden Super-League-Saison 2013/14 wurde er 25-mal eingesetzt, im Schweizer Cup schied die Mannschaft im Viertelfinal gegen den FC Zürich aus. 
Zur Spielzeit 2014/15 schloss sich Martić dem italienischen Erstligisten Hellas Verona an. Am  31. August 2014, dem 1. Spieltag, debütierte er beim 0:0 gegen Atalanta Bergamo in der höchsten italienischen Spielklasse, der Serie A, als er in der Startelf stand. Bis Saisonende kam er zu 16 Einsätzen in Italiens erster Liga. In der Coppa Italia spielte er zweimal, im Achtelfinal schied Hellas mit 1:6 gegen den Meister Juventus Turin aus. 
Zur Saison 2015/16 wechselte er zum Zweitligisten Spezia Calcio. Bis Saisonende wurde er 14-mal in der Serie B eingesetzt, Spezia wurde Siebter und qualifizierte sich für die Aufstiegsplayoffs; im Halbfinal verlor man nach Hin- und Rückspiel mit insgesamt 0:3 gegen Trapani Calcio. In der Coppa Italia schied Spezia im Achtelfinal gegen die AS Rom aus, Martić spielte in zwei der fünf Cuppartien. Zur Spielzeit 2016/17 unterschrieb er einen Vertrag beim kroatischen Erstligisten HNK Rijeka. Sein Debüt in der 1. HNL, der höchsten kroatischen Spielklasse, gab er am 7. August 2016 (4. Spieltag) beim 1:1 gegen Inter Zaprešić, als er in der 61. Minute für Florentin Matei in die Partie kam. Bis Saisonende kam er zu 17 Spielen in der Liga; Rijeka wurde schlussendlich zum ersten Mal in der Vereinsgeschichte kroatischer Meister. Im Hrvatski nogometni kup, dem kroatischen Cupwettbewerb, gewann Rijeka nach einem 3:1 gegen Dinamo Zagreb ebenfalls den Titel, Martić blieb im Final allerdings ohne Einsatz. 
2017/18 wechselte er nach fünf Einsätzen in der 1. HNL und zwei Partien in der Qualifikation zur UEFA Champions League, in der man in den Play-offs gegen Olympiakos Piräus aus Griechenland verlor, zum rumänischen Erstligisten CS Universitatea Craiova. Bis Saisonende absolvierte er 21 Spiele in der Liga 1, der höchsten rumänischen Spielklasse, und erzielte dabei zwei Tore. Im Mai 2018 gewann die Mannschaft mit einem 2:0 im Final gegen den Zweitligisten FC Hermannstadt die Cupa României, den rumänischen Cup. In der folgenden 3. Qualifikationsrunde zur Europa League scheiterte Craiova am deutschen Spitzenklub RB Leipzig nach Hin- und Rückspiel mit insgesamt 2:4; beim 1:3 im Hinspiel schoss Martić in der Nachspielzeit den Treffer für die Rumänen. In der Ligasaison 2018/19 spielte er 24-mal, im Cup, in dem man im Halbfinal ausschied, kam er zu zwei Einsätzen. 
2019/20 folgten bis April 2020 15 Ligapartien (ein Tor), fünf Spiele in der Europa-League-Qualifikation, für dessen 1. Runde sich Craiova über den 4. Platz  in der vorherigen Spielzeit qualifiziert hatte und schlussendlich in der 3. Runde mit insgesamt 1:3 gegen AEK Athen ausschied, und zwei Spiele im Cup. Nach einem halben Jahr ohne Verein kehrte er zur Saison 2020/21 in die Schweiz zurück und wechselte zum Erstligisten FC Sion. Bis Saisonende wurde er 15-mal in der Super League eingesetzt; im Schweizer Cup kam er zu einem Einsatz. Die Mannschaft beendete die Spielzeit auf dem 9. Rang und qualifizierte sich somit für die Barrage gegen den FC Thun. Nach Hin- und Rückspiel gewann Sion mit insgesamt 6:4 und sicherte sich den Klassenerhalt. Martić kam in beiden Partien aufgrund einer Verletzung nicht zum Einsatz. In der Saison 2021/22 wurde er lediglich bei den ersten zwei Ligaspielen eingesetzt. Stattdessen kam es ab Ende September 2022 zu insgesamt 14 Einsätzen in der U-21-Mannschaft.
Sein Vertrag bei Sion endete zum Ende der Saison 2021/22. Mitte Juli 2022 kehrte er zum rumänischen Verein CS Universitatea Craiova zurück, wo er einen Vertrag mit zweijähriger Laufzeit unterschrieb. Martić kam in 10 von 25 möglichen Ligaspielen sowie je zwei Cup- und Qualifikationsspielen zur Conference League zum Einsatz.
Im Februar 2023 wurde er bis zum Ende der Saison an den Ligakonkurrenten Universitatea Cluj ausgeliehen. Hier kam er zu Einsätzen in 13 von 14 möglichen Ligaspielen sowie drei Cupspielen. Mit Universitatea Cluj kam er bis in den Final des rumänischen Cups, welcher im Elfmeterschiessen verloren ging.
Mitte Juli 2023 wechselte er zurück in die Schweiz, diesmal zum FC Wil, wo er einen Vertrag mit zweijähriger Laufzeit unterschrieb. Am 1. Juli 2024 wurde er nebenbei auch Cheftrainer beim Drittligisten FC Sirnach. Bereits im August 2023 verliess er den FC Wil wieder. In der Folge wechselte er zum SC Brühl. Seinen Nebenjob als Trainer beim FC Sirnach behielt er bei. Im Januar 2025 gab der SC Brühl das Karriereende von Martić bekannt.

## Erfolge
HNK Rijeka
- 1× Kroatischer Meister: 2016/17
- 1× Kroatischer Cupsieger: 2016/17

CS Universitatea Craiova
- 1× Rumänischer Cupsieger: 2017/18